# Ian Wolfe
Ian Wolfe, född 4 november 1896 i Canton, Illinois, död 23 januari 1992 i Los Angeles, Kalifornien, var en amerikansk skådespelare. Han medverkade i nära 300 filmer och TV-produktioner, mestadels i mindre roller.

## Filmografi i urval
- 1934 – Lågor i dunklet
- 1937 – The Emperor's Candlesticks
- 1937 – Prinsen och tiggaren
- 1939 – Mannen från andra sidan
- 1940 – Utrikeskorrespondenten
- 1942 – Sabotör
- 1944 – Sherlock Holmes och den röda klon
- 1946 – I morgon och för alltid
- 1947 – Marodörer
- 1948 – Kärlek till döds
- 1948 – Julia gör skandal
- 1948 – Villervallavillan
- 1949 – Norr om Rio Grande
- 1951 – Farlig mark
- 1953 – Julius Caesar
- 1954 – Sju brudar, sju bröder
- 1955 – Ung rebell
- 1957 – Åklagarens vittne
- 1960 – Pollyanna
- 1962 – Bröderna Grimms underbara värld
- 1981 – Reds
- 1990 – Dick Tracy